# Dimefox
Dimefox ist eine chemische Verbindung aus der Gruppe der organischen Fluorverbindungen und Phosphorsäureamide.

## Gewinnung und Darstellung
Dimefox kann durch Fluorierung von Bis(dimethylamido)phosphorylchlorid gewonnen werden.

## Eigenschaften
Dimefox ist eine farblose Flüssigkeit mit fischigem Geruch, die mischbar mit Wasser ist. Sie wirkt als Inhibitor der Acetylcholinesterase.

## Verwendung
Wie die verwandten Verbindungen Schradan, Mazidox und Mipafox wird das 1940 auf den Markt gekommene Dimefox als Insektizid verwendet. Dimefox wurde unter anderem gegen Pflanzenläuse und Spinnmilben eingesetzt. Der Wirkstoff wird von der Pflanze aufgenommen und gespeichert, er bleibt dort längere Zeit wirksam.
Es ist jedoch von der Weltgesundheitsorganisation als veraltet eingestuft und wird weltweit kaum mehr verwendet.

## Zulassung
In der Europäischen Union ist Dimefox mit der Verordnung (EG) Nr. 2076/2002 vom 20. November 2002 nicht in den Anhang I der Richtlinie 91/414/EWG aufgenommen worden, damit ist der Wirkstoff in den Staaten der EU nicht mehr als Pflanzenschutzmittel zugelassen. Auch in der Schweiz sind keine Pflanzenschutzmittel mit diesem Wirkstoff zugelassen.